# Amsacta collaris
Amsacta collaris là một loài bướm đêm thuộc phân họ Arctiinae, họ Erebidae.